# 道の駅みさわ
道の駅みさわ（みちのえき みさわ）は、青森県三沢市にある青森県道170号天ケ森三沢線の道の駅である。愛称は斗南藩記念観光村。

## 施設
- 駐車場
  - 普通車：134台
  - 大型車：10台
  - 身障者用駐車場：2台
- トイレ
  - 男：大 6器（2器）、小 17器（2器）
  - 女：10器（2器）
  - 身障者用：2器（1器）

※（）は、24時間利用可能
- 公衆電話：1台
- 公衆FAX：1台
- 総合案内所
- 先人記念館（9:00 - 17:00、11-3月 - 16:00）
- 食堂（10:00 - 17:00、ラストオーダー16:30）
- 日本郵便株式会社 谷地頭簡易郵便局
  - 2006年（平成18年）4月付けで一時閉鎖されていたが、後任が簡易郵便局の再受託に名乗りを上げたことにより2008年（平成20年）12月1日に同駅内において業務を再開した。同局は全国で初めて、郵便局株式会社（当時）が受け持つ『施設転貸制度』を活用した[1]。
- 六十九種草堂
- 開墾村
- 小動物園
- パターゴルフ場
- ゴーカート場

## エリア放送
先人記念館に、三沢市ケーブルテレビによるワンセグ放送の地上一般放送局が設置されていたが、フルセグ化に伴い廃止された。
| 免許人 | 局名                         | 呼出符号     | 物理チャンネル | 周波数        | 空中線電力 | ERP   |
| ------ | ---------------------------- | ------------ | -------------- | ------------- | ---------- | ----- |
| 三沢市 | 三沢ワンセグ谷地頭エリア放送 | JOXZ2CF-AREA | 33ch           | 593.142857MHz | 7.9mW      | 7.9mW |

## アクセス
- 青森県道170号天ケ森三沢線

## 周辺
- 小川原湖
- 三沢空港